# СМК (танк)
СМК е експериментален съветски тежък танк от края на 30-те години на 20 век. Един от последните многокуполни танкове, послужил за основа при разработката на тежкия танк КВ. Заедно с подобния на него опитен танк Т-100 и опитния еднокуполен двуоръдеен танк КВ преминава фронтови изпитания по време на Съветско-финландската война, където е използван за пробив на линията „Манерхайм“. Танкът се натъква на мина и е евакуиран за ремонт. Тъй като характеристиките на танка КВ са по-добри, СМК не е приет на въоръжение и не се произвежда серийно.

## История на създаването
През април 1938 г. Автобронетанковото управление на РККА (АБТУ КА) с цел ускоряване работата по създаването на нов тежък танк за пробив възлага на два ленинградски завода да започнат проектирането му. Кировският завод (бившият Путиловски завод) започнал проектирането на СМК (Сергей Миронович Киров) с водещ инженер А. С. Ермолаев, а завод №185 „С. М. Киров“ – „изделие 100“, преименуван на Т-100, с водещ инженер Е. Палей. Като са отчетени недостатъците на петкуполния тежък танк Т-35, за новите машини се предвижда да бъдат съоръжени максимум с три куполи, но с по-добра бронировка. Първоначално разработките са само на ниво ескизи, но след постановление № 198сс от 7 август 1938 г. работата се ускорява – задачата е СМК да е готов за изпитания за 1 май 1939 г., а Т-100 за 1 юни.
Под ръководството на инж. Ермолаев и главния конструктор на завода Жозеф Котин е изработен пълномащабен дървен модел, който е разгледан от специална макетна комисия на 10 октомври 1939 г., която, въпреки отклоненията от първоначалното задание, дава зелена светлина за продължаване на работата и са заявени по два образеца от всеки модел. Проектите на двата опитни танка – СМК и Т-100, са разгледани на 9 декември 1938 г. на заседание на Комитета по отбрана, състояло се в Политбюро на ЦК на КПСС, където по указание на Йосиф Сталин, който приема идеята на Ж. Котин, е решено да се премахне третата купола и да бъдат двукуполни. Конструкторите получили и разрешение да разработят втория екземпляр на СМК в олекотен еднокуполен вариант, който по-късно получава името КВ (Климент Ворошилов). През януари 1939 г. чертежите на новия танк вече са готови и започва изработката на опитния образец, която е завършена в срок – за 1 май 1939 г. Танкът е превъзхождал предшественика си Т-35 по скорост, запас от ход, проходимост и е можел да преодолява наклон с 40° (15° за Т-35).
На 20 септември 1939 г. СМК, Т-100 и КВ са представени на танковия полигон в Кубинка. На 30 ноември 1939 г. започва Съветско-финландската война и се взема решение и трите опитни танка да образуват рота тежки танкове и да бъдат изпратени за бойни изпитания на фронта. На 10 декември ротата вече е на фронта и е зачислена към 90-и танков батальон на 20-а тежка танкова бригада. От екипажа на танка само командирът на танка, стрелецът-радист и мерачът в голямата купола са военни, останалите са доброволци от конструкторския екип на завода. В боевете при Сума-Хотинен танкът се натъква на мина (или самоделен фугас), прикрита под сандъци) и е сериозно повреден. Опитите да бъде ремонтиран на място или взет на буксир са неуспешни и той е изоставен зад бойната линия. Съветските войски успяват да си го възвърнат и евакуират едва през март 1940 г. Разглобен на части, той е върнат в завода за ремонт. На 22 февруари 1940 г. правителствената комисия начело с маршал Ворошилов взема решение за производството на танка КВ-1 и спирането на разработката на СМК. Повреденият танк остава на полигона в Кубинка до началото на 50-те, когато е претопен.

## Устройство

### Конструкция
Танкът е изграден по класическа схема – преден отсек с отделение за управление, бойно отделение в средата и машинно-трансмисионно отделение в задната част. В отделението за управление се намират механик-водачът в средата и стрелецът радист, който стреля с курсовата картечница отдясно. В бойното отделение се намират командирът на танка и по двама пълначи и мерачи на двете куполи – общо екипажът се състои от 7 души. Корпусът е изграден от заварени бронирани листове. Дебелината на челната броня е 75 mm, отстрани 60 mm, отдолу 30 mm, а отгоре – 20 mm. Дебелината на куполите е 60 mm за бордовете и 30 mm за горната част. Малката предна купола може да се завърта на 270°, а голямата – на 360°. Предната малка купола е изместена вляво по оста, за да се освободи място за люк за механик водача и стрелеца-радист отдясно. По изрично настояване на Сталин, който е вярвал, че танковете могат да извършват дълбоки пробиви в противниковата отбрана, в бойното отделение допълнително са монтирани и резервоари с питейна вода, но не са предвидени места за провизии.

### Двигател и трансмисия
Двигателят е танкова версия на авиационния АМ-34, използван за тежките бомбардировачи ТБ-3, разположен до десния борд на машинно-трансмисионното отделение. Той е 12-цилиндров V-образен бензинов ГАМ-34БТ, с течно охлаждане и с мощност 850 к.с. при 1850 об./мин. Пускът на двигателя се осъществява от електрически стартер или сгъстен въздух. Разходът на гориво е около 600 l на 100 km, а резервоарите със запас от 1320 l позволяват да се изминат 200 – 220 km с едно зареждане. Скоростната кутия е 5-скоростна механическа (5+1) с демултипликатор, главен многодисков фрикцион, бордови фрикциони, и лентови спирачки с пневматични сервопроводи за управление и дублиращ механичен привод.

### Ходова част
Окачването е торсионно, индивидуално без амортизатори, веригата се състои от 113 метални лети трака с ширина 660 mm, на всеки борд има по 8 метални опорни ролки и 4 метални поддържащи ролки, задно водещо колело със зъбно зацепване и предно водещо колело с винтов механизъм за натягане.

### Въоръжение
Голямата купола е съоръжена с едно 76-mm танково оръдие Л-11 образец 38/39 г. с дължина 30,5 калибъра и с боекомплект 113 снаряда. С оръдието е сдвоена една 7,62-mm картечница ДТ (Дегтярёва танковый). В задната част на куполата първоначално е монтирана 12,7-mm картечница ДК (Дегтярёв Крупнокалиберный) с боекомплект 600 патрона, по-късно е заменена с ДТ. Отгоре на куполата се монтира зенитна 7,62-mm картечница ДТ.
Малката купола има 45-mm оръдие 20К с боекомплект 300 снаряда, а с оръдието е сдвоена една 7,62-mm картечница ДТ.
В отделението за управление има една курсова 7,62-mm картечница ДТ, с която стреля радистът. Общият боекомплект за картечниците ДТ е 4920 патрона.
Мерачите използват телескопични прицели ТОП обр. 1930 г. и перископичен ПТ-1 обр. 1932 г.

### Оборудване
За радиовръзка на танка се монтира радиостанция 71ТК-3 с мачтова антена, изведена на десния борд на корпуса. Вътрешната връзка се осъществява с 6 разговорни устройства ТПУ-6а. Захранването с електроенергия се осъществява от генератор, който захранва вътрешното осветление и външния фар, намиращ се вляво на предния челен брониран лист.